# Raids esclavagistes criméens-nogaïs en Europe de l'Est
Guerres russo-turques
Guerres polono-turques
Entre 1441 et 1774, le Khanat de Crimée et la Horde Nogaï ont mené des raids esclavagistes (en) sur des terres principalement contrôlées par la Russie et la Pologne-Lituanie. Concentrés en Europe de l'Est, mais s'étendant également au Caucase et à certaines parties de l'Europe centrale, ces raids étaient souvent soutenus par l'Empire ottoman et impliquaient le transport d'hommes, de femmes et d'enfants européens vers le monde musulman, où ils étaient mis sur le marché et vendus dans le cadre de la traite des esclaves en mer Noire (en) et de la traite des esclaves ottomane. Les enlèvements réguliers de personnes au cours de nombreuses incursions des Criméens et des Nogaïs ont considérablement épuisé les ressources humaines et économiques de l'Europe de l'Est, jouant par conséquent un rôle important dans l'émergence des communautés cosaques semi-militarisées, qui organisent à leur tour des campagnes de représailles contre les pillards et leurs soutiens ottomans,,,.
Les comptoirs commerciaux en Crimée avaient été établis auparavant par les Génois et les Vénitiens (en) pour alimenter les premières routes de l'esclavage en Europe occidentale. Les raids criméens et nogaïs visaient en grande partie les « Champs sauvages » de la steppe pontique-caspienne, qui s'étendent sur environ 800 000 km2 au nord de la mer Noire et qui abrite aujourd'hui la majorité de la population combinée du sud-est de l'Ukraine et du sud-ouest de la Russie.
Les chiffres concernant le nombre total d'Européens touchés par les raids varient : l'historien polonais Bohdan Baranowski a estimé que la République des Deux Nations (aujourd'hui la Pologne, la Lituanie, la Lettonie, l'Estonie, l'Ukraine et la Biélorussie) perdait en moyenne 20 000 personnes par an et jusqu'à un million de personnes entre 1474 et 1694. L'historien ukraino-américain Mikhaïl Khodarkhovsky estime que 150 000 à 200 000 personnes ont été enlevées sur les terres contrôlées par la Russie au cours de la première moitié du XVIIe siècle.
Le premier raid majeur eut lieu en 1468 et fut dirigé contre le sud-est de la Pologne, tandis que le dernier raid majeur eut lieu en 1717 et fut dirigé contre la Hongrie. En 1769, les Tatars menèrent un dernier raid important et capturèrent 20 000 esclaves au cours de la guerre russo-turque de 1768-1774, qui se termina par la cession par les Ottomans du territoire de ce qui est aujourd'hui le sud de l'Ukraine, suivie de l'annexion du Khanat de Crimée par l'Empire russe en 1783. La même année, la Russie réprima le Soulèvement des Nogaïs du kouban (en), mettant fin aux raids d'esclaves et commençant la colonisation des terres de Crimée et des Nogaï.

## Prétexte

### Géographie physique
Les steppes du sud de l'Eurasie sont plates et la plupart de ses sociétés y vivant étaient nomades ou semi-nomades, même celles basées dans des centres urbains, comme Kazan, la Crimée et Astrakhan.
Étant donné la mobilité des nations nomades, la guerre et le commerce des esclaves se sont avérés plus lucratifs que le commerce raisonné. De plus, les puissances décentralisées et conflictuelles que la Russie a rencontrées à ses frontières orientales et méridionales étaient organisées pour la guerre, laissant les terres slaves orientales dans un état de guerre constant en proie à de nombreux envahisseurs potentiels. Armés principalement de lances, d'arcs et de sabres, les pillards pouvaient parcourir des centaines de kilomètres à travers un paysage de steppe ouvert sans rencontrer d'obstacle naturel comme des chaînes de montagnes ; attaquer des villages avec peu d'avertissement ; puis repartir avec des captifs. Voyageant légers et à cheval, la principale préoccupation des Tatars était de trouver suffisamment de fourrage pour leurs chevaux. Les sociétés agricoles sédentaires, avec ou sans armée puissante, étaient des proies faciles pour ces pillards très mobiles.
La sécurité sur le vaste terrain ouvert de la steppe restait précaire et constamment menacée. Même au milieu du XVIIIe siècle, avec une plus grande sécurité à la frontière sud, les paysans russes continuaient à cultiver leurs terres entièrement armés, ce qui les rendait souvent indiscernables des Cosaques.

### Incitations économiques
La plupart des raids ont eu lieu sur le territoire de la Russie et de l'Ukraine d'aujourd'hui – des terres auparavant divisées entre le Grand-Duché de Moscou et le Grand-Duché de Lituanie, bien que certains aient eu lieu en Moldavie et en Circassie (Caucase du Nord).
Le principal objectif économique des raids était le butin, en partie matériel, mais en grande partie humain. Ces biens étaient principalement vendus à l'Empire ottoman, même si certains étaient gardés en Crimée. Les esclaves et les affranchis constituaient environ 75 % de la population de la Crimée. Selon l'Encyclopædia Britannica, « On sait que pour chaque esclave vendu par les Criméens sur le marché, plusieurs autres étaient tués lors des raids, et quelques autres mouraient sur le chemin du marché aux esclaves. »  Le principal marché aux esclaves était Caffa qui, après 1475, faisait partie de la bande côtière de Crimée qui appartenait aux Ottomans. Dans les années 1570, près de 20 000 esclaves étaient mis en vente par an à Caffa.

### Environnement politique

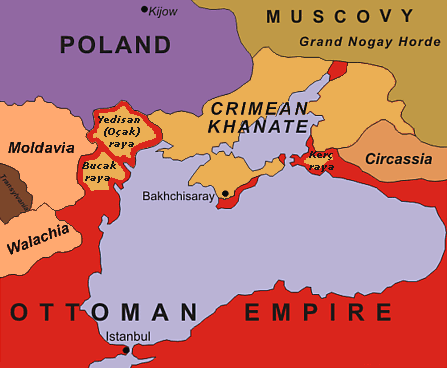
Le Khanat de Crimée au début du XVIIe siècle. Il faut noter que les zones marquées Pologne et surtout Moscovie étaient revendiquées plutôt qu'administrées et étaient peu peuplées.

Le Khanat de Crimée s'est séparé de la Horde d'Or en 1441. Lorsque la Horde est dissoute en 1502, la zone tampon entre la Crimée et ses voisins du nord disparut. Les Khans profitèrent des conflits entre la Lituanie et la Moscovie, s'alliant tantôt avec l'une, tantôt avec l'autre, et utilisant l'alliance avec l'une comme justification pour attaquer l'autre. Pendant la guerre russo-lituanienne de 1500-1503, les Criméens s'allièrent à la Russie et pénétrèrent profondément en Lituanie. Les relations entre Moscou et les Tatars se sont cependant rapidement détériorées. Des raids quasi continus sur la Moscovie commencèrent en 1507,.
Le Khan de Crimée Devlet Ier Giray incendia Moscou pendant sa campagne de 1571 contre la Moscovie. Les contemporains ont dénombré jusqu'à 80 000 victimes de l'invasion tatare en 1571, avec en sus 150 000 Russes faits prisonniers. Ivan le Terrible, ayant appris que l'armée du Khanat de Crimée approchait de Moscou, s'enfuit de Moscou à Kolomna avec ses opritchniks.
Après l'incendie de Moscou, Devlet Giray Khan, soutenu par l'Empire ottoman, envahit à nouveau la Russie en 1572. La force combinée des Tatars et des Turcs fut cependant cette fois repoussée lors de la bataille de Molodi. En juillet-août, la horde tatare, forte de 120 000 hommes, fut également vaincue par l'armée russe, dirigée par le prince Mikhaïl Vorotynski et le prince Dmitri Khvorostinine.
En 1620, les Tatars participèrent à la bataille de Cecora, où ils contribuèrent grandement à la victoire écrasante des Turcs sur les Polonais-Lituaniens. En 1672, Khan Selim I Giray fut chargé de rejoindre l'armée ottomane pendant la guerre polono-ottomane de 1672-1676, au cours de laquelle il réussit à conquérir la forteresse de Bar.

## Raids et conflits

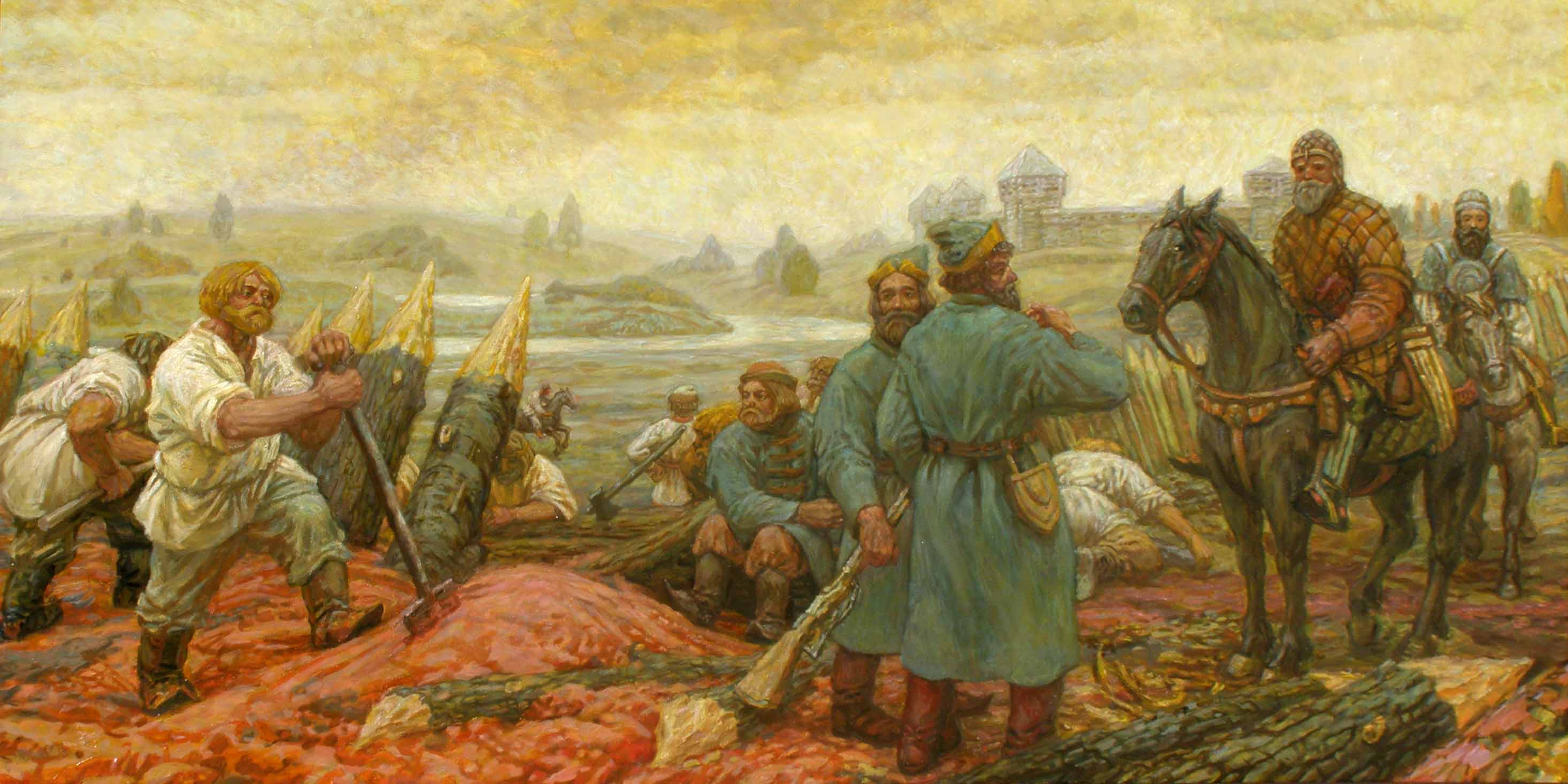
Représentation de la frontière du Grand Abatis par Max Presnyakov (2010). Cette chaîne de lignes de fortification a été construite pour protéger les sujets de la Russie des Criméens et des Nogaïs, qui, se déplaçant rapidement le long de la, ont ravagé les provinces du sud du pays.

### Théâtres de la guerre
Au début de la période considéeé, près de 1 500 kilomètres de prairies peu peuplées – les « Champs Sauvages » – séparaient le Khanat de Crimée du Duché de Moscou. La rivière Oka, à 64 kilomètres au sud de Moscou, était la principale ligne de défense de la ville, la plus septentrionale, gardée par la Beregovaïa Sloujba (« service des berges »). Ces gardes sont restés en place après la construction de la ligne de défense de Belgorod, loin au sud. Ils traversaient rarement l'Oka dans cette direction, même lorsque les forteresses du sud subissaient des attaques massives.
Trois routes principales, appelées pistes, traversaient le territoire séparant la Moscovie et la Crimée. Pour minimiser la nécessité de traverser les fleuves à gué, les pistes suivaient généralement les terres émergées situées entre les rivières. 

### L'esclavage sur les marchés criméens et ottomans
Caffa, qui appartenait à l'Empire ottoman après 1475, était le principal marché d'esclaves de Crimée. Des batteries d'artillerie et une forte garnison de janissaires protégeaient la ville. Les villes de Crimée de Karasubazar, Tuzleri, Bakhtchyssaraï et Khazleve vendaient également des esclaves. Les marchands d'esclaves étaient des Turcs, des Arabes, des Grecs, des Arméniens et des Juifs, et le khan de Crimée et le pacha turc les taxaient en échange de ce droit. Caffa comptait parfois jusqu'à 30 000 esclaves, dont la plupart venaient de Moscovie et des terres du sud-est de la République des Deux Nations. Sigismund von Herberstein, diplomate des Habsbourg et ambassadeur du Saint-Empire romain germanique en Moscovie, écrivait que « les hommes âgés et infirmes, qui ne rapportent pas grand-chose à la vente, sont livrés aux jeunes Tatars, soit pour être lapidés, soit pour être jetés à la mer, soit pour être tués par n'importe quelle mort qu'ils souhaitent. »  Un témoignage lituanien rapporte en 1630 : 

« Parmi ces malheureux [esclaves slaves], il y en a beaucoup de forts ; s'ils [les Tatars] ne les ont pas encore castrés, ils leur coupent les oreilles et les narines, brûlent les joues et les fronts avec du fer ardent et les forcent à travailler avec leurs chaînes et leurs fers pendant la journée, et à s'asseoir dans les prisons pendant la nuit ; ils se nourrissent d’une maigre nourriture composée de viande d’animaux morts, pourris, pleins de vers, que même un chien ne mangerait pas. Les plus jeunes femmes sont réservées aux plaisirs libertins. »

Alan W. Fisher décrit le sort des esclaves :

« La première épreuve [du captif] était la longue marche vers la Crimée. Souvent enchaînés et toujours à pied, nombre de captifs mouraient en route. Comme les raids tatars craignaient souvent des représailles ou, au XVIIe siècle, des tentatives de libération des captifs par des bandes cosaques, les marches étaient précipitées. Les captifs malades ou blessés étaient généralement tués plutôt qu'ils ne ralentissent le cortège. Au milieu du XVIe siècle, un voyageur ottoman, témoin d'une telle marche de captifs venus de Galicie, s'étonna que certains atteignent leur destination : les marchés aux esclaves de Caffa. Il se plaignit du traitement si cruel dont ils étaient victimes que le taux de mortalité faisait grimper inutilement leur prix, hors de portée d'acheteurs potentiels comme lui. Un proverbe polonais disait : « Oh, combien il vaut mieux être étendu sur son cercueil que d'être un captif en route pour la Tartarie. » »

Selon l'historien ukraino-canadien Orest Subtelny, « de 1450 à 1586, quatre-vingt-six raids ont été recensés, et, de 1600 à 1647, soixante-dix. Bien que les estimations du nombre de captifs capturés lors d'un seul raid aient atteint jusqu'à 80 000, le chiffre moyen était plus proche de 3 000... En Podolie uniquement, environ un tiers de tous les villages ont été dévastés ou abandonnés entre 1578 et 1583. » 
Le lettré lituanien Michalo Lituanus décrivait Caffa comme « un gouffre insatiable et sans loi, buvant notre sang ». Outre la mauvaise nourriture, l'eau, les vêtements et le logement, ils étaient soumis à un travail épuisant et à des mauvais traitements. Selon Lituanus, « les esclaves les plus forts étaient castrés ; d’autres avaient le nez et les oreilles fendus et étaient marqués au fer rouge sur le front ou la joue. Le jour, ils étaient soumis aux travaux forcés et la nuit enfermés dans des cachots. » Des marchands musulmans, arméniens, juifs et grecs achetaient tous des esclaves slaves à Caffa.

### Pertes humaines en Europe
Les pertes humaines lors des raids en Europe de l’Est furent importantes. Selon des statistiques partielles et des estimations fragmentaires, près de 2 millions de Russes, d'Ukrainiens et de Polonais ont été réduits en esclavage par les Tatars de Crimée entre 1468 et 1694. Au cours de la seule première moitié du XVIIe siècle, on estime que 150 à 200 000 personnes ont été réduites en esclavage sur le territoire de la Moscovie. Ces chiffres ne prennent pas en compte les personnes tuées lors des attaques.
Les plus grandes captures d'esclaves ont eu lieu dans les régions du Dniepr, de Podolie, de Volhynie et de Galicie, avec plus d'un million de personnes enlevées de ces terres entre 1500 et 1644. Au cours de la seconde moitié du XVIIe siècle, ces régions ont connu de nombreuses guerres contre les Tatars, ce qui suggère la capture d'un nombre extrêmement élevé de yasyr (captifs). En 1676, par exemple, 40 000 personnes furent enlevées en Volhynie, en Podolie et en Galicie. Selon certaines estimations, le nombre total de captifs capturés sur le territoire de la Pologne-Lituanie entre 1500 et 1700 aurait pu s'élever à 1 million ; au moins la moitié d'entre eux auraient pu être des Polonais ethniques.
Après les campagnes d'Azov de Pierre Ier au XVIIIe siècle, l'ampleur des raids diminua et ceci furent principalement menés dans la région du Dniepr, la région d'Azov et du Don, par les Tatars et les Cosaques.